# Kolorowanie kontrastowe
Kolorowanie kontrastowe ({\displaystyle T}-kolorowanie) – odmiana kolorowania wierzchołków w grafie, ma ono dwie cechy które różnią je od klasycznego kolorowania:
- inne ograniczenie dotyczące kolorowania wierzchołków sąsiadujących ze sobą wierzchołków,
- minimalizowaną wartością.

Klasyczne kolorowanie wierzchołków wymaga, aby sąsiadujące wierzchołki były pokolorowane różnymi kolorami. W {\displaystyle T}-kolorowaniu wierzchołki sąsiadujące są kolorowane kolorami, których różnica (odległość) kolorów nie należy do pewnego zadanego zbioru {\displaystyle T} (zbioru odległości zakazanych)
{\displaystyle \left|A(u)-A(v)\right|\notin T.}